# George Armstrong Custer
Pour les articles homonymes, voir Armstrong, George Armstrong et Custer.
George Armstrong Custer est un lieutenant-colonel de cavalerie américain (5 décembre 1839 New Rumley, Ohio - 25 juin 1876, Montana), ex-major-général de l'armée régulière nordiste durant la guerre de Sécession. Il est célèbre pour être l'une des principales figures américaines des guerres contre les Indiens au XIXe siècle. Il est tué lors de la bataille de Little Bighorn durant laquelle ses troupes du 7e régiment de cavalerie (1/3) sont défaites par une coalition de tribus indiennes.

## Biographie

### Enfance et études

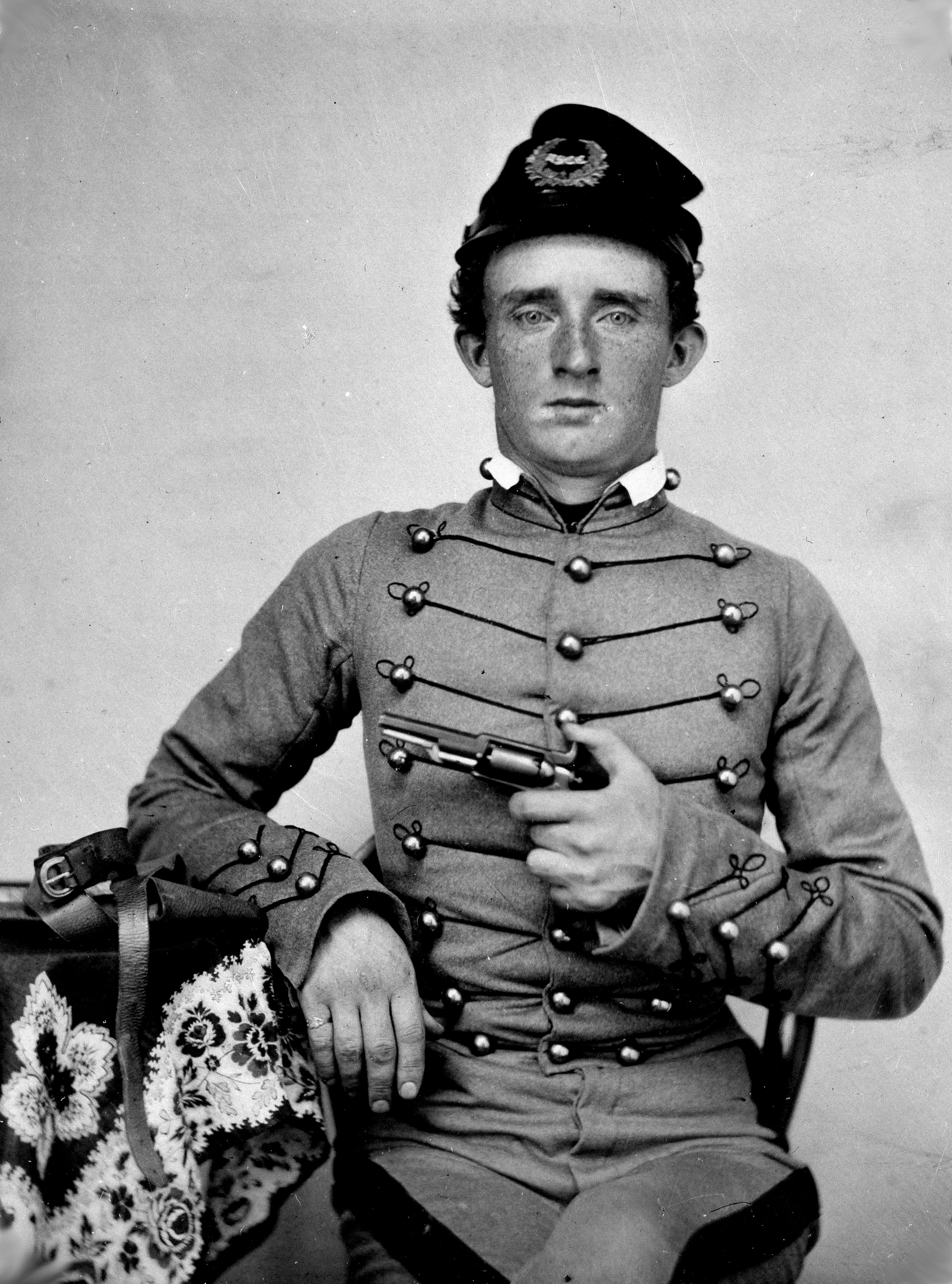
Custer, cadet à West Point photographié en 1859.

George Custer est né en 1839, dans l'Ohio, aux États-Unis. Il est le fils aîné d'Emanuel Henry Custer (1806-1892), forgeron devenu par la suite fermier, descendant d'immigrants allemands Paulus et Gertrude Küster (venue de Rhénanie en 1693), et de Marie Ward Kirkpatrick (1807-1882), d'origines irlandaises,. Ses frères Thomas Custer et Boston Custer (en) sont tous les deux morts avec lui sur le champ de bataille de Little Bighorn. Il a pour sœur cadette Margaret Emma Custer et plusieurs demi-frères et sœurs plus âgés que lui.
Après ses études secondaires, il entre à la McNeely Normal School de Hopedale pour devenir enseignant ; après avoir obtenu son certificat, il enseigne à Cadiz dans l'Ohio. Custer a d'autres ambitions que de rester instituteur, il commence à lorgner vers l'Académie militaire de West Point, bien qu'il n'ait pas les qualifications requises. Son ambition et son assurance sont telles qu'il envoie une lettre au représentant républicain de son État, John Bingham, pour le convaincre de lui faire intégrer en 1857, malgré son âge et son manque de formation, la prestigieuse Académie militaire de West Point,,. Ambitieux mais insubordonné, et se désintéressant des études, il sort bon dernier de la promotion de 36 cadets de West Point en juin 1861,. Durant ses études à West Point, il cumulera 726 avertissements, un record dans les annales de l'académie. Son indiscipline le conduira par deux fois devant la cour martiale.

### La guerre de Sécession
Sous-lieutenant, il est affecté à la compagnie G du second régiment de cavalerie de l'US Army, qui participera à la première bataille de Bull Run. En 1862, il est affecté au 5e régiment de cavalerie, qui rejoint l'armée dite de la campagne de la Péninsule, placée sous le commandement du major général (général de division) George B. McClellan. Sa fougue et son courage, lors de la bataille de la Chickahominy, attirent l'attention du général George McClellan, qui en fait son aide de camp, comme capitaine,,.

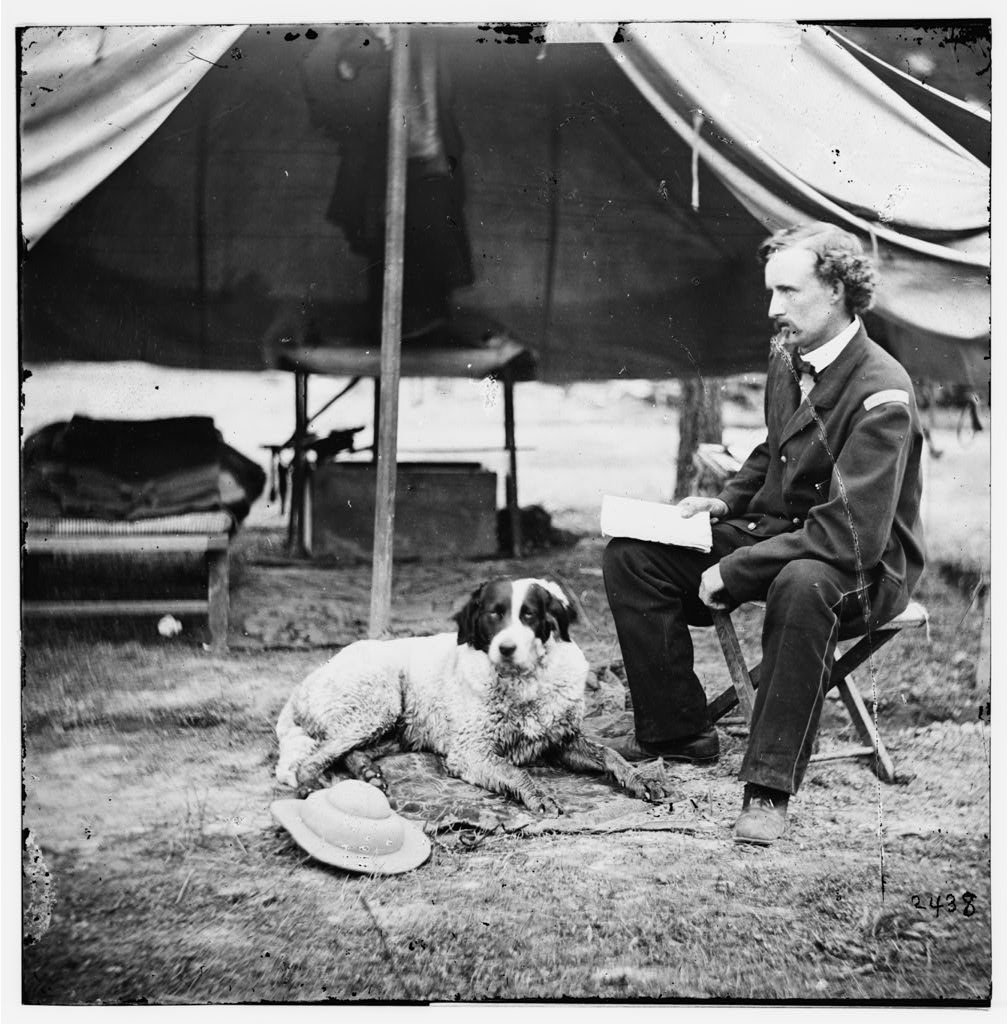
Avec le grade de lieutenant, en 1862.

En 1863, alors qu'il est capitaine de l'armée régulière, il est promu par le général George G. Meade, sur recommandation du général Alfred Pleasonton, au grade de général de brigade des engagés volontaires du Michigan.
Il se distingue à la bataille de Gettysburg, où, sous les ordres du général David McMurtrie Gregg, il mène une charge de cavalerie pour contrer l'assaut de la cavalerie confédérée menée par le général J. E. B. Stuart,, et dans les opérations suivantes de la campagne de 1863. Lorsque, en 1864, la cavalerie de l'armée du Potomac est réorganisée, sous le commandement de Philip Sheridan, Custer prend part à de nombreuses manœuvres de cavalerie à la bataille de la Wilderness et dans l'armée de la Shenandoah. En février 1864, il attaque un camp de confédérés à la bataille de Rio Hill (en). Fin septembre, il est nommé au commandement de la 3e division de cavalerie. Il mène, le 9 octobre, une attaque victorieuse à la bataille de Woodstock.
Toujours capitaine, il reçoit rapidement un brevet lui permettant d'agir en tant que major, lieutenant-colonel, colonel et même major-général des détachements de volontaires, pour ses services rendus à Gettysburg, à la bataille de Yellow Tavern, à la bataille de Winchester et surtout à la bataille de Cedar Creek. Custer est, à ce jour, le plus jeune officier faisant fonction de général de division de l'histoire de l'Armée des États-Unis, les journaux tressant des couronnes de gloire au « jeune général ». Il sert avec le général Philip Sheridan lors du dernier grand raid de cavalerie, l'emporte à la bataille de Waynesboro, à la bataille de Dinwiddie (en) et à la bataille de Five Forks, où son propre frère, Thomas Custer, obtient la plus haute distinction américaine, la médaille d'honneur (il l'obtiendra à nouveau lors de la bataille de Sayler's Creek, devenant ainsi le premier à recevoir par deux fois cette distinction,).

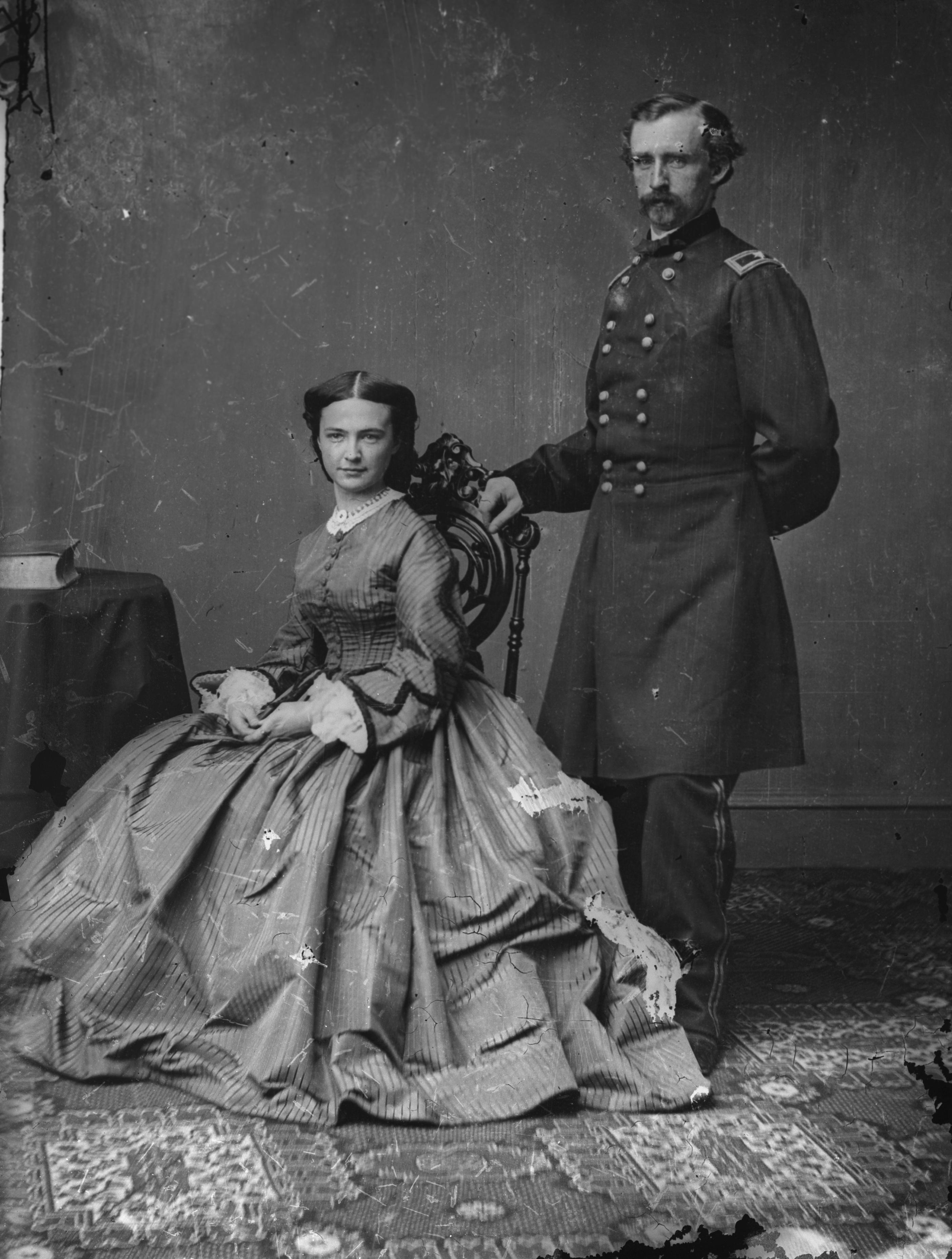
Custer et sa femme Elizabeth, 1864.

Custer épouse Elizabeth Clift Bacon (en) le 9 février 1864, le père de la mariée, le juge Daniel Bacon, ayant finalement approuvé le mariage lorsque Custer est nommé général de brigade.
À la fin de la guerre, nommé général de l'armée régulière, il est promu général de corps d'armée des troupes volontaires, puis est sollicité par les républicains mexicains, en lutte contre les impériaux soutenus par la France, pour prendre le commandement des forces armées de la République. Le gouvernement américain s'y oppose. Custer prétend devant Sheridan qu'avec dix mille cavaliers il aurait pris Mexico en moins de six mois.

### Lesguerres indiennes
À la fin de la guerre de Sécession, l'armée de 1,5 million d'hommes est réduite à 30 000 soldats et Custer reprend son grade ordinaire de capitaine. Le 12 novembre 1866, il est fait lieutenant-colonel du 7e régiment de cavalerie, et prend part sous les ordres du général Winfield Scott Hancock à l'expédition contre les Cheyennes. Mais cette campagne de Hancock le frustre car il ne peut montrer son courage dans la guérilla insaisissable où les Amérindiens connaissent parfaitement le terrain.
En 1867, il passe en cour martiale pour abandon de poste (il a voyagé avec escorte pour chercher des fournitures et pour voir sa femme) et parce que des déserteurs armés ont été abattus par ses troupes. Il est suspendu pour une année. En proie à des difficultés financières, il gagne un peu d'argent en écrivant pour des magazines de chasse et de nature. Avant la fin de sa suspension, il est rappelé par le général Phillip Sheridan qui a besoin d'officiers valeureux pour lutter contre les Amérindiens.
Le 27 novembre 1868, en violation du traité de Medicine Lodge, il participe à la campagne d'hiver contre les Cheyennes retranchés dans leurs camps, notamment à la bataille de la Washita. Custer affirme avoir tué 103 guerriers mais il s'agit surtout de vieillards, de femmes et d'enfants. Selon les Cheyennes, 11 chefs de guerre ont été tués. Les troupes américaines font prisonniers 53 femmes et enfants. Cet engagement est considéré comme un des premiers succès significatifs de l'armée américaine contre les Indiens des Plaines du Sud. Puis il est chargé de 1871 à 1873 de traquer les carpetbaggers et le Ku Klux Klan dans les terres hostiles du Kentucky. Parallèlement, il essaie, sans succès, d'investir en bourse (parts dans des mines d'argent non rentables, actions à risque).

### L'expédition le long de la rivière Yellowstone
En 1873, il est envoyé dans le territoire du Dakota pour protéger une ligne de chemins de fer contre les Sioux, la future Northern Pacific Railroad qui reliera le lac Supérieur à l'océan Pacifique. Le 4 juin 1873, le chemin de fer atteint la petite ville nouvelle de Bismarck, encore en projet et à peine habitée. George A. Custer y est accueilli par son ami Clement A. Lounsberry, un colonel de l'armée américaine pendant la guerre de Sécession devenu journaliste, qui fait paraître, pour la première fois, le 11 juillet le Bismarck Tribune. Custer lance alors à l'été 1873 l'expédition de la rivière Yellowstone, le long d'un autre affluent du Missouri, dans le Montana. Il s'agit d'étudier la faisabilité d'un futur parcours ferroviaire, sur 500 miles, le long de la rivière. Les ingénieurs chargés d'étudier le tracé sont protégés par 1 500 soldats, qui se heurtent aux Sioux. Custer est accompagné du général Tom Lafayette Rosser, son ex-camarade de chambrée à West Point, tandis que le chef de l'expédition est le général David Sloane Stanley, un alcoolique qui déteste Custer. Sans scrupule, Custer et sa troupe n'hésitent pas à profaner un cimetière amérindien.
Le 4 août, Custer et le 7e de cavalerie rencontrent les Sioux pour la première fois. Deux assauts amérindiens sont brisés. Mais de nouveaux affrontements ont lieu les 11 et 16 août. Ces escarmouches réduisent la confiance de Wall Street dans la compagnie des chemins de fer Northern Pacific Railway, qui rate dès septembre le placement d'une émission obligataire, provoquant la quasi-faillite, le 18 septembre 1873, de son principal actionnaire et créancier, Jay Cooke. C'est la Panique du 18 septembre 1873, obligeant Wall Street à fermer ses portes pendant dix jours. En novembre 1873, Custer et son régiment établissent leurs quartiers dans le Fort Abraham Lincoln.

### L'expédition dans les Black Hills

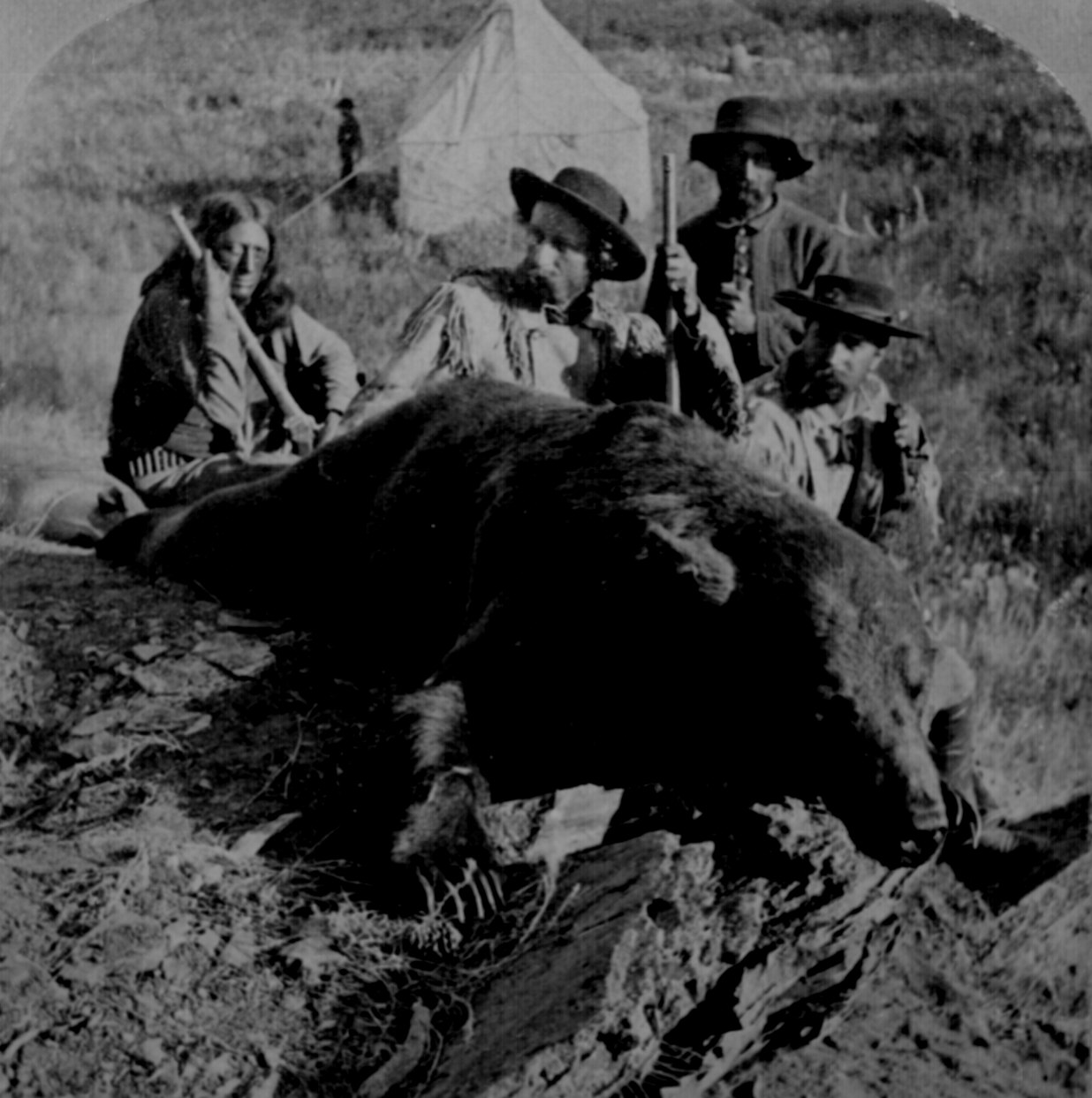
Chasse au grizzly avec son ami et éclaireur indien Bloody Knife, 1874.

En 1874, Custer est à la tête des 1 200 soldats participant à l'expédition des Black Hills, alors territoire indien, afin d'étudier la possibilité d'installer un fort derrière les collines. De l'or est trouvé, conformément aux rumeurs qui attestaient de la présence du métal jaune depuis des années, ce qui provoque la ruée vers l'or dans les Black Hills. Des prospecteurs s'y installent au mépris du traité de Fort Laramie (1868). Le 2 juillet 1874, Custer, que les Indiens avaient surnommé « Pahuska » (Cheveux longs), s'enfonça profondément dans les Black Hills à la tête du 7e régiment de cavalerie, atteignant la région de Paha Sapa, lieu sacré jamais foulé par l'Homme blanc. Il trace ainsi une route sur le passage de ses troupes, que les Amérindiens surnommeront « La piste des voleurs », car elle sera par la suite empruntée par tous les colons et chercheurs d'or qui traverseront par la suite les Black Hills. 

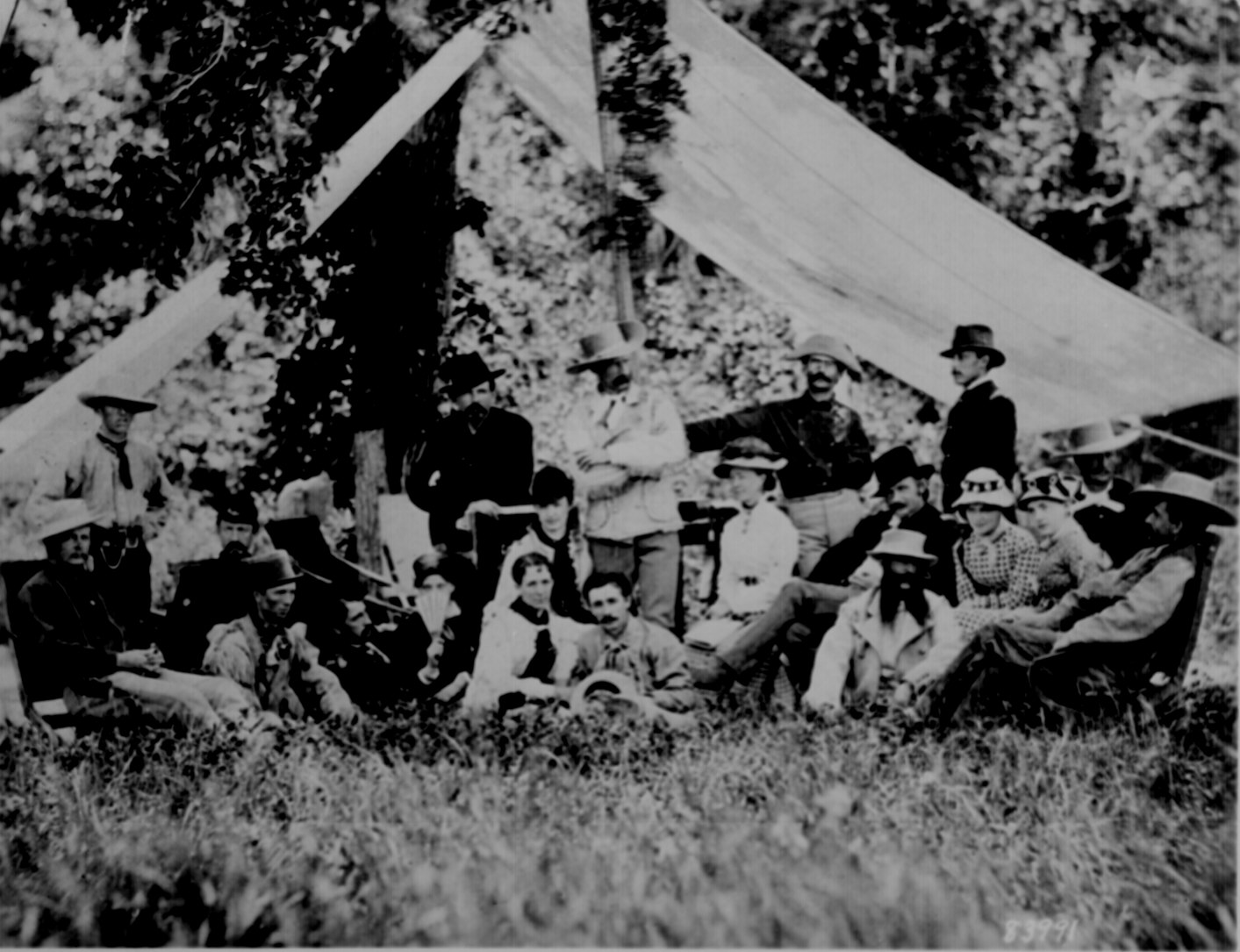
Pique-nique avec des officiers du 7e de cavalerie, 1875.

Il a emmené avec lui une dizaine de journalistes. Le premier journal à sortir le scoop de la découverte de l'or est celui de son ami, le Bismarck Tribune. Custer écrivit dans le même temps, sous le pseudonyme de Nomad, des articles dans les journaux, qui sont réunis dans un livre, Ma vie dans les Plaines qui devint un best-seller.
Au printemps 1876, il risque d'être radié de l'armée pour avoir critiqué devant une Commission officielle la politique des réserves indiennes du gouvernement des États-Unis.
En 1876, on lui confie une autre mission qui conduit le 25 juin à la bataille de Little Bighorn où il meurt au combat.

### La bataille de Little Bighorn

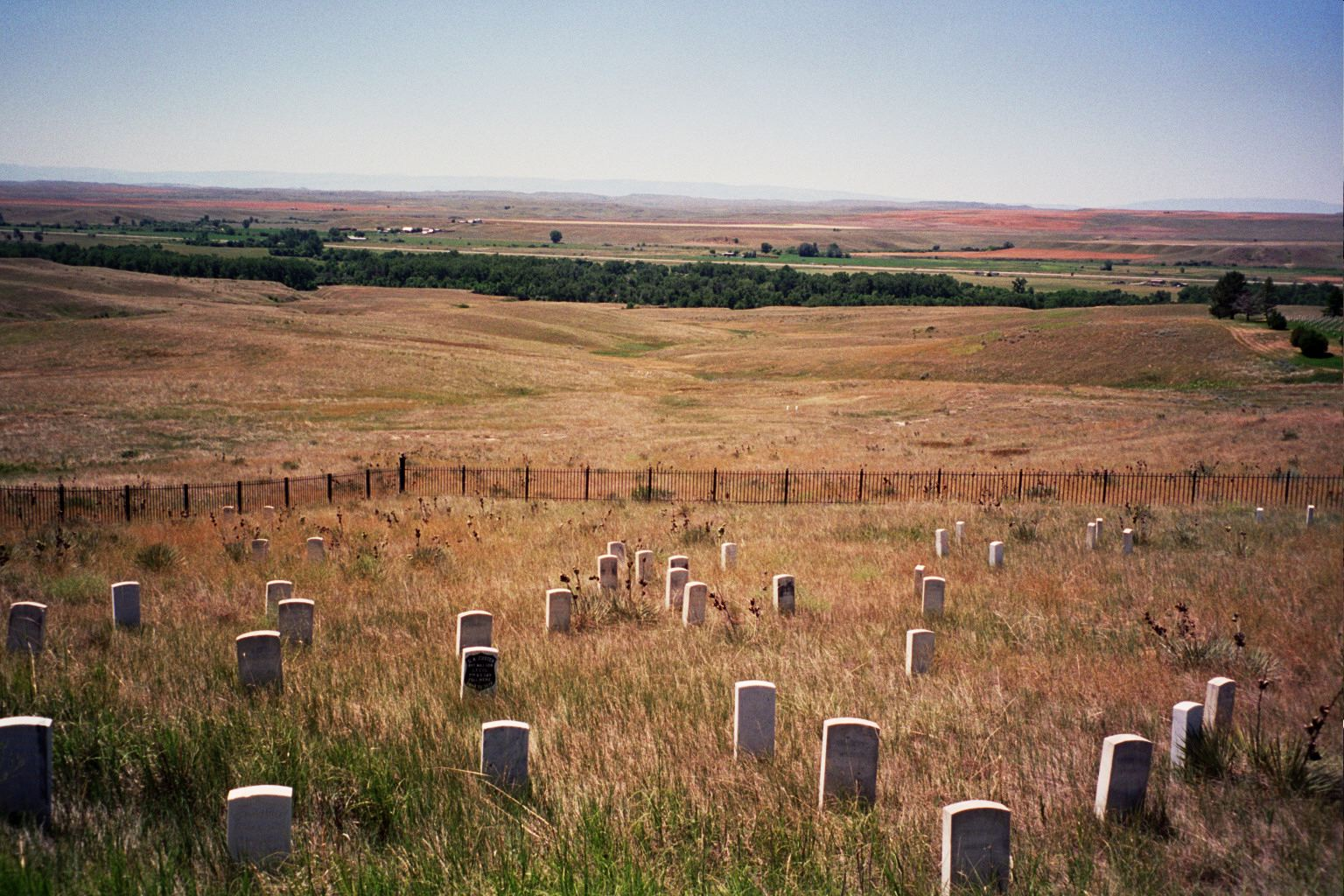
Champ de bataille de Little Bighorn : la stèle marquée de noir indique où est tombé Custer.

La bataille de Little Bighorn (surnommée en anglais « Custer's Last Stand » : « l'ultime résistance de Custer ») s'est déroulée le 25 juin 1876 à proximité de la rivière Little Bighorn (affluent du Bighorn, un affluent de la Yellowstone), dans le Montana. À la tête des 647 hommes du 7e régiment de cavalerie, Custer décide d'attaquer un vaste campement amérindien dans lequel s'étaient rassemblés plusieurs milliers de Cheyennes et Sioux à l'appel de Sitting Bull. D'abord surpris, les Amérindiens repoussent la première attaque menée par les 3 compagnies du major Reno. Menés par les chefs sioux Crazy Horse et Gall et le chef cheyenne Lame White Man, ils se portent à la rencontre des cinq compagnies de Custer. Custer et 215 hommes sont tués, dont son frère Thomas Custer, officier comme lui, qui était son aide de camp. Mort aussi aux côtés de Custer, Mark Kellogg est le premier reporter de l'histoire de l'Associated Press à mourir sur un champ de bataille. Parmi les hommes qui portent son cercueil, on retrouve le général Joseph B. Kiddoo.

## Dates de ses promotions
| Insigne | Grade                     | Date              | Corps                                       |
| ------- | ------------------------- | ----------------- | ------------------------------------------- |
| Aucun   | Cadet                     | 1er juillet 1857  | United States Military Academy              |
|         | Second Lieutenant         | 24 juin 1861      | Regular Army                                |
|         | Captain                   | 5 juin 1862       | Temporary aide de camp                      |
|         | First Lieutenant          | 17 juillet 1862   | Regular Army                                |
|         | Brigadier General         | 29 juin 1863      | Volunteers                                  |
|         | Brevet Major              | 3 juillet 1863    | Regular Army                                |
|         | Captain                   | 8 mai 1864        | Regular Army                                |
|         | Brevet Lieutenant Colonel | 11 mai 1864       | Regular Army                                |
|         | Brevet Colonel            | 19 septembre 1864 | Regular Army                                |
|         | Brevet Brigadier General  | 13 mars 1865      | Regular Army                                |
|         | Brevet Major General      | 13 mars 1865      | Regular Army                                |
|         | Major General             | 15 avril 1865     | Volunteers (rassemblé le 1er février 1866.) |
|         | Lieutenant Colonel        | 28 juillet 1866   | Regular Army                                |

## Dans les arts et la culture populaire

### Mythes et erreurs sur le général Custer

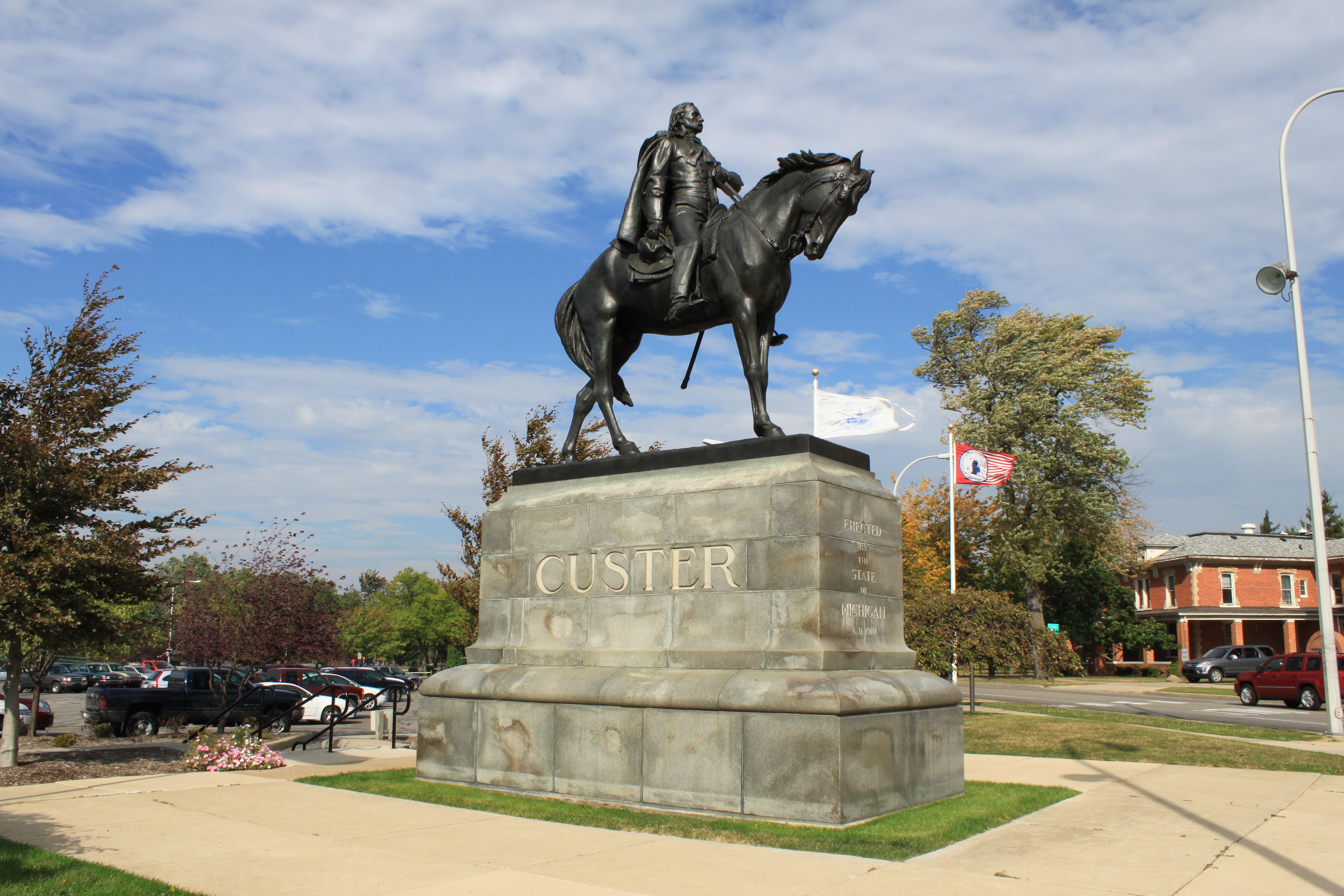
Statue équestre de Custer à Monroe (Michigan).

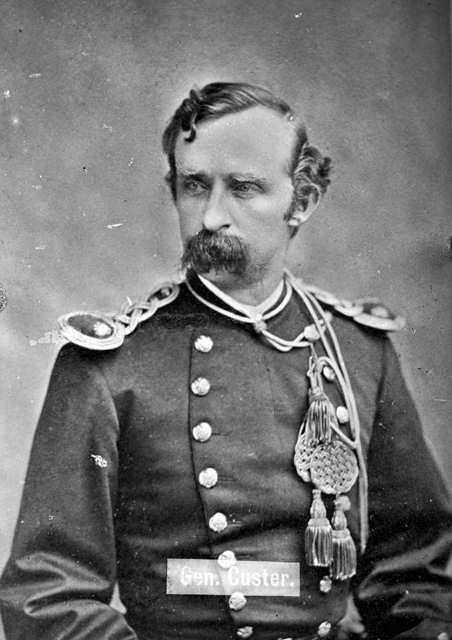
Le lieutenant-colonel Custer vers 1875, en tenue du 7^{e} régiment de cavalerie.

Dès la mort de Custer, son épouse, souhaitant entretenir le mythe de héros du général, fait lire à cet effet certaines lettres personnelles de son mari à l'auteur de romans de gare Frederick Whittaker. Ce dernier rassemble des anecdotes fameuses et flatteuses sur le général à partir de journaux et magazines pour écrire la première biographie de Custer en 1876, Complete Life of George Armstrong Custer, ouvrage à l'origine de la légende de Custer reprise dans les trois biographies écrites par Elizabeth Bacon Custer.
Quelques semaines après la bataille de Little Bighorn, l'éclaireur et artiste Bill Cody se produit dans une pièce à New York, First Scalp for Custer qui mythifie cette bataille et fait de Custer un martyr de la cause du progrès américain.
Custer n'a jamais été surnommé de son vivant « Tueur de squaws », « Cheveux jaunes » ou « Tête jaune » par quiconque.

### Filmographie

#### Cinéma
- Le Dernier combat du lieutenant (Custer's Last Fight) de Francis Ford (1912) qui incarne Custer ;
- Colonel Custard's Last Stand de Richard Garrick (1914), Custer est mentionné ;
- Britton of the Seventh de Lionel Belmore (1916) avec Ned Finley ;
- Bob Hampton of Placer de Marshall Neilan (1921) avec T. D. Crittenden ;
- Wide Open Spaces de George Jeske (1924) avec Al Forbes ;
- The Flaming Frontier d"Edward Sedgwick (1926 )avec Dustin Farnum ;
- General Custer at the Little Big Horn de Harry L. Fraser (1926) avec John Beck ;
- The Last Frontier de Spencer Gordon Bennet et Thomas Storey (1932) avec William Desmond ;
- The World Changes de Mervyn LeRoy (1933) avec Clay Clement ;
- Custer's Last Stand de Elmer Clifton (1936) avec Frank McGlynn Jr. ;

- Une aventure de Buffalo Bill, (The Plainsman), de Cecil B. de Mille (1936) avec John Miljan dans le rôle du général Custer au côté de Gary Cooper (Wild Bill Hickock) et James Ellison (Buffalo Bill) ; western classique glorifiant la conquête de l'Ouest ;
- La Piste de Santa Fe de Michael Curtiz (1940 )avec Ronald Reagan ;
- Wyoming de Richard Thorpe (1940) avec Paul Kelly ;
- La Charge fantastique (They Died with their Boots on) de Raoul Walsh (1941), une version romancée de la vie de Custer, interprété par Errol Flynn, avec Anthony Quinn dans le rôle de Crazy Horse et Olivia de Havilland dans le rôle de la femme de Custer, Elizabeth ;
- Le Massacre de Fort Apache (Fort Apache) de John Ford (1948) allégorie sur la défaite de Little Bighorn (assimilée comme souvent à un massacre). Custer, interprété par Henry Fonda, se fait appeler ici Thursday et combat les Apaches de Cochise;
- La Rivière de la mort (Little Big Horn), 1951, de Charles Marquis Warren ;
- Le Sentier de l'Enfer (Warpath), 1951, de Byron Haskin
- Les clairons sonnent la charge de Roy Rowland (1952) avec Sheb Wooley ;
- Sitting Bull de Sidney Salkow (1954) ;
- Tonka, cheval sauvage (Tonka) de Lewis R. Foster (1958) avec Britt Lomond ;
- Le Massacre des Sioux (The Great Sioux Massacre), de Sidney Salkow (1965) ;
- Les Fusils du Far West de David Lowell Rich (1966) avec Leslie Nielsen ;
- Custer, l'homme de l'ouest, (Custer, man of the west) de Robert Siodmak (1967) avec Robert Shaw dans le rôle du général ;
- La Légende de Custer de Norman Foster et Sam Wanamaker (1967 ) avec Wayne Maunder qui a aussi joué ce rôle dans une série télévisée ;
- Little Big Man d’Arthur Penn (1970) avec Dustin Hoffman, où le général, interprété par Richard Mulligan, est dépeint comme mégalomane et le cruel artisan du génocide des Indiens ;
- Touche pas à la femme blanche ! de Marco Ferreri (1974), une parodie de western, de la bataille de Little Bighorn (1876) et son célèbre général Custer, interprété par Marcello Mastroianni. Elle a été tournée au chantier du futur Forum des Halles, dans le centre de Paris ;
- The Court-Martial of George Armstrong Custer de Norman Rosemont avec James Olson ;
- Crazy Horse and Custer: The Untold Story de Norman Foster (1990) avec Wayne Maunder ;
- Class of '61 de Gregory Hoblit (1993) avec Josh Lucas ;
- Crazy Horse de John Irvin (1996) avec Peter Horton ;
- Son of the Morning Star, film biographique avec Gary Cole et Rosanna Arquette (1997) ;
- Stolen Women : Captured Hearts de Jerry London (1997) avec William Shockley ;
- Wild Wild West de Barry Sonnenfeld (1999) avec Kevin Kline ;
- La Nuit au musée 2 avec Bill Hader dans le rôle du général (2009) ;
- Jonah Hex de Jimmy Hayward (2010) avec Aidan Quinn ;
- Hell on Wheels : L'Enfer de l'Ouest de Joe Gayton et Tony Gayton (2011) avec Christopher Backus ;
- The Ridiculous 6 de Frank Coraci (2015) avec David Spade ;
- The American West de Jihn Ealer (2016) avec John C. Bailey.

#### Télévision

##### Série
- Cheyenne (1955 ) de Roy Huggins avec Barry Atwater ;
- Yancy Derringer (1958) de Mary Loos er Richard Sale ;
- F Troop (1965) de Seaman Jacobs, Ed James et Jim Barnett avec John Stephenson ;
- Custer (1967) d'ABC avec Wayne Maunder ;
- Into the West (2005) de Steven Spielberg avec Jonathan Scarfe.
- The Wild West (2006) de Michael Praed avec Toby Stephens ;
- Nord et Sud (série télévisée). Il apparaît lors de la reddition du général Robert Lee à Appomattox.
- Docteur Quinn, femme médecin (série télévisée, 1993-1998). Il apparaît notamment dans les saisons 1 à 3 de la série ;
- La petite maison dans la prairie (série télévisée, 1974-1984). Il est cité par Marie Ingalls dans l'épisode 8 de la saison 1 (Les vacances de Caroline).

- Dans la série Les Nouvelles Aventures de Lucky Luke où il apparaît comme un homme de petite taille, très souvent en colère, qui déteste les Indiens et veut les expédier en Inde, estimant par cuistrerie que c'est leur pays d'origine.
- Dans la série Watchmen (2019), la "7ème Kavalerie" est ainsi nommée en référence à Custer. Il est mentionné dès le deuxième épisode de la série.

### Littérature

#### Romans
- (en) Robert Conroy, 1882 : Custer in Chains, Baen, 5 mai 2015, 400 p. (ISBN 978-1-4767-8051-1). George Armstrong Custer survit à la bataille de Little Bighorn. Il est élu président des États-Unis et provoque une guerre hispano-américaine.
- L'auteur américain Dan Simmons commence son roman Collines noires (Black Hills) paru en 2010 par la bataille de Little Bighorn et la mort de George Armstrong Custer. Paha Sapa, un Indien lakota âgé de dix ans, touche le corps de lieutenant-colonel au moment de sa mort et l'âme de ce dernier s'infiltre alors dans son corps.

#### Bandes dessinées
- Dans la série Blueberry, de Charlier et Giraud, Custer a inspiré le personnage du général Allister, qui apparaît dans les albums La Piste des Sioux, Général “Tête Jaune” et Le Bout de la piste.
- Dans Sky Hawk, de Jirô Taniguchi, deux samouraïs déchus aident la tribu des Sioux oglalas menée par Crazy Horse à affronter Custer.
- Dans Lakota, de Serpieri et Naugatuck de Sergio Toppi, il y a une évocation de la bataille de Little Bighorn.

### Jeux vidéo
- George Custer est le protagoniste du très controversé Custer's Revenge, sorti sur Atari 2600 en 1982.
- George Custer est le principal antagoniste de l'acte 2 de la campagne de l'extension Age of Empires : The WarChiefs, sortie sur PC en 2006.